# Lammert van Raan
Lammert van Raan (Harlingen, 3 februari 1962) is een Nederlands voormalig politicus namens de Partij voor de Dieren (PvdD). 

## Biografie
Van Raan studeerde bedrijfskunde aan de Rijksuniversiteit Groningen, waarna hij ging werken voor een groot telecombedrijf. Vervolgens werd Van Raan namens de Partij voor de Dieren lid van het waterschap Amstel, Gooi & Vecht en duoraadslid in de gemeente Amsterdam. Ook werkte hij als docent economie en management & organisatie. In 2015 werd hij gekozen als Provinciale Statenlid in Noord-Holland. Voor de Tweede Kamerverkiezingen van 2017 stond Van Raan op plek 3 voor de Partij voor de Dieren, waarna hij werd verkozen als lid van de Tweede Kamer. Bij de Tweede Kamerverkiezingen van 2021 werd hij opnieuw verkozen.
In de Tweede Kamer hield Van Raan zich onder andere bezig met financiën, luchtvaart, klimaatadaptatie, energie, economie, ICT en privacy. Hij diende een initiatiefnota in over een belasting op het slachten van dieren en over het strafbaar stellen van ecocide. Op 5 december 2023 nam hij afscheid van de Tweede Kamer.

## Persoonlijk
Van Raan is afkomstig uit een VVD-gezin. Hij is getrouwd.